# Kommissariat 9
Kommissariat 9 (auch Kommissariat IX) ist eine von 1975 bis 1979 produzierte Fernseh-Krimiserie der ARD.  Hergestellt wurde sie von FWF Film Fritz Wagner Berlin im Auftrag der Berliner Werbefunk GmbH. Insgesamt umfasst die Krimiserie drei Staffeln mit je 13 Episoden zu je einer Länge von 25 Minuten.

## Inhalt
In der Serie geht es um das Kommissariat 9, eine Abteilung der Berliner Kriminalpolizei, das sich mit Wirtschaftskriminalität wie Betrug, Korruption oder Unterschlagung und ähnlichen Delikten befasst. Prof. Dr. Klaus Tiedemann, Rechtswissenschaftler im Wirtschaftsstrafrecht von der Universität Freiburg, gibt einen kurzen Einblick in das Thema der Episode.
Geleitet wird die Abteilung von Kriminalrat Roth (Herbert Steinmetz). Ihm zur Seite stehen Hauptkommissar Dingelein (Edgar Ott) und Oberkommissar Tuncik (Walter Riss). Nach der Pensionierung von Roth ist Dingelein in der dritten Staffel zum Kriminalrat aufgestiegen und übernimmt die Leitung. Kriminalrat Dingelein wird von den Kriminalassistenten Helmut Lippski (Dietrich Lehmann), Heinz Brockhage (Arnfried Lerche) und Jochen Scherf (Christian Wolff) unterstützt.

## Ausstrahlung
Kommissariat 9 wurde im Vorabendprogramm der ARD-Regionalprogramme des BR, NDR, WDR, HR, SWF und SDR ausgestrahlt. Als erstes startete sie am 16. Juli 1975 im Regionalprogramm des BR. Von Januar bis August 1985 auf RTLplus und zwischen Februar bis April 1994 wurde die Serie im B1 und MDR werktäglich wiederholt. Von November 2014 bis September 2015 war die Krimiserie wöchentlich auf Anixe zu sehen.

## Buch und Regie
Die Fernsehserie entstand nach einer Idee von Drehbuchautor Rolf Schulz, der die Drehbücher der ersten und zweiten sowie teilweise der dritten Staffel schrieb. Die Autoren der dritten Staffel neben Schulz waren Joachim Nottke, -ky, Uwe Otto und Ralf Franz.
Die Regiearbeit der ersten Staffel wurde vom bekannten Filmregisseur Wolfgang Staudte, der u. a. Episoden für den Tatort, Der Kommissar oder Der Seewolf inszenierte, übernommen. Für die zweite Staffel war Wolfgang Schleif verantwortlich. Die letzte Staffel entstand unter der Regie von Michael Mackenroth, der z. B. für Ein Fall für zwei, Wolffs Revier oder Der Fahnder arbeitete.

## DVD-Veröffentlichung
Die drei Staffeln sind im Februar, April und Juni 2014 von der Pidax film media Ltd. auf DVD erschienen. Sie sind von der FSK ab 12 Jahren freigegeben. Die Episode Die Pyramide der ersten Staffel fehlt in der DVD-Box. Sie gilt als verschollen und konnte trotz intensiver Suche, auch bei Sammlern, nicht aufgetrieben werden.